# District de Kinh Môn
Kinh Môn est un district de la  Province de Hải Dương dans la région du delta du Fleuve Rouge au Vietnam.

## Présentation
Il a une superficie de 163 km2. Sa capitale est Kinh Mon (An Luu).  
En 2003, la population du district était de 164 956 habitants